# B. V. Larson
B. V. Larson (Turlock, ...) è uno scrittore statunitense.
Attualmente vive in California con sua moglie e tre figli. Scrive 7 giorni a settimana facendo una vacanza solo alla fine di progetto di scrittura.
Ha frequentato il college negli anni '90 ed è diventato scrittore a tempo pieno dal 2000.
È autore principalmente di libri di fantascienza ambientati nello spazio.
Ha scritto più circa 100 libri e venduto più di 50 milioni di copie.
I suoi libri sono spesso nelle classifiche USA Today bestselling writer.

## Opere
Alcuni dei suoi libri:
Serie "Seeker"
- Blood of Gold
- Blood of Silver
- Blood of Ice

Serie "Undying Mercenaries" (ambientata nel 2052)
- Steel World, 2013
- Dust World, 2014
- Tech World, 2014
- Machine World, 2015
- Death World, 2015
- Home World
- Rogue World
- Blood World
- Dark World
- Storm World
- Armor World
- Clone World
- Glass World
- Edge World
- Ice World

Serie "Star Force"
- Swarm, 2010
- Extinction, 2011
- Rebellion, 2011
- Conquest, 2011
- Battle Station, 2012
- Empire, 2012
- Army of One, 2013
- Annihilation, 2013
- Storm Assault, 2013
- The Dead Sun, 2013
- Outcast, 2014
- Exile, 2014
- Demon Star, 2015

Serie "Haven"
- Amber Magic, 2010
- Sky Magic, 2010
- Shadow Magic, 2010
- Dragon Magic, 2010
- Blood Magic, 2010
- Death Magic, 2011
- Dream Magic, 2013

Serie "Hyborean Dragons"
- Hyborean Dragons, 2011
- The Dragon-Child, 2011
- Of Shadows and Dragons, 2011
- The Swords of Corium, 2011
- The Sorcerer's Bane, 2011
- The Dragon Wicked, 2011

Serie "Imperium"
- Mech 1: The Parent, 2010
- Mech 2: The Savant, 2010
- Mech 3: The Empress, 2012
- Mech Zero: The Dominant, 2012

Serie "Unspeakable Things"
- Technomancer, 2012
- The Bone Triangle, 2013
- The Elixir, 2014

Serie "Lost Colonies Trilogy"
- Battle Cruiser, 2015
- Dreadnought, 2015
- Star Carrier, 2016

Serie "Rebel Fleet"
- Rebel Fleet, 2016
- Orion Fleet
- Alpha Fleet
- Earth Fleet

Serie "Star Runner"
- Gun Runner
- Fire Fight